# NSB El 5
Die Baureihe El 5 waren elektrische Lokomotiven der Norwegischen Staatsbahnen. Die Lokomotiven wurden ab 1926 in zwei Serien geliefert und von Oslo aus auf allen elektrifizierten Strecken vor allen Zuggattungen eingesetzt wurde. Sie wurden zwischen 1968 und 1972 ausgemustert.
El 5.2039 ist als einzige erhalten geblieben.

## Geschichte

### NSB El 5a
Die Lokomotiven der Unterbaureihe El 5a wurden 1926 und 1927 geliefert und erhielten die Betriebsnummern 2035–43. Bei den El 5a wurde der mechanische Teil von Hamar Jernstøberi und Thunes mekaniske verksted hergestellt und Per Kure, AEG, Siemens und Norsk Elektrisk & Brown Boveri (NEBB) lieferten die elektrische Ausrüstung.

### NSB El 5b
Die Lokomotiven der Unterbaureihe El 5b wurden 1930 (2051–2052) und 1936 (2053) geliefert.
Bei den El 5b wurde der mechanische Teil von Thune alleine gefertigt.

## Technische Ausführung
In der Lieferversion hatten die Lokomotiven in der Führerhausmitte eine Tür. Vor der Tür befand sich eine Plattform mit Rangiertritten sowie einer Übergangsbrücke. Die Tür wurde später verschlossen sowie die Plattform abgebaut. Die Treibräder waren mit Kuppelstangen mit dem Motor verbunden.
Die modernisierten Lokomotiven waren mit Sonnenblende, tieferliegendem Fernscheinwerfer und neuen unteren Lampen an den Stirnwänden ausgestattet. Das Ölkühlrohr war an der Lokkastenseite angebracht.

## Einsatz
Die El 5 wurden für den elektrischen Betrieb der Hovedbane von Oslo nach Lillestrøm geliefert. Sie wurden nach ihrer Auslieferung einige Monate auf der Drammenbane getestet und anschließend auf ihrer Stammstrecke vor allen Zugtypen eingesetzt. Mit Ausweitung des elektrischen Betriebes auf Strecken östlich von Oslo wurde der Einsatz der El 5 auch auf diese ausgeweitet. Von 1950 an wurden die Lokomotiven zunehmend weniger vor Personenzügen eingesetzt, da sie durch die schnelleren Lokomotiven der Typen El 8 und El 11 ersetzt wurden.
Dadurch wurden die Lokomotiven immer öfter vor Güterzügen eingesetzt. So erfolgte der Einsatz in den 1960er Jahren hauptsächlich vor kleineren Güterzügen auf der Østfoldbane, Hovedbane, Kongsvingerbane und Gjøvikbane. Während ihrer gesamten Einsatzzeit waren die Lokomotiven in Oslo stationiert.
Mit der beginnenden Auslieferung der Güterzuglokomotive El 14 wurden 1968 bis 1972 alle Lokomotiven des Typs ausgemustert und großteils auch verschrottet.

## Erhaltene Lokomotive
Die El 5.2039 ist als einzige der Serie beim Norsk Jernbanemuseum erhalten, wo sie in den 1970er Jahren restauriert und in den Auslieferungszustand zurückversetzt wurde.

## Übersicht
| Lokomotive | Fabriknr. | Auslieferungsdatum | Ausmusterungsdatum | Sonstiges                                                |
| ---------- | --------- | ------------------ | ------------------ | -------------------------------------------------------- |
| El 5a 2035 | 346       | 1926               | 14. Januar 1972    |                                                          |
| El 5a 2036 | 347       | 1926               | 12. September 1972 |                                                          |
| El 5a 2037 | 348       | 1926               | 5. Dezember 1969   |                                                          |
| El 5a 2038 | 349       | 1926               | 10. November 1970  |                                                          |
| El 5a 2039 | 350       | 1926               | 12. Dezember 1972  | Erhalten beim Norsk Jernbanemuseum EVN: 91 76 0105 xxx-y |
| El 5a 2040 | 351       | 1927               | 13. Januar 1969    |                                                          |
| El 5a 2041 | 352       | 1927               | 21. Oktober 1971   |                                                          |
| El 5a 2042 | 353       | 1927               | 12. Dezember 1972  |                                                          |
| El 5a 2043 | 354       | 1927               | 12. Dezember 1972  |                                                          |
| El 5b 2051 | 361       | 6. September 1930  | 17. April 1970     |                                                          |
| El 5b 2052 | 364       | 28. September 1930 | 16. Februar 1972   |                                                          |
| El 5b 2053 | 380       | 29. August 1936    | 19. November 1968  |                                                          |